# 復仇狗聯盟
《復仇狗聯盟》（英語：Strays）是一部2023年美國喜劇片，由喬許·格林鮑姆執導，丹·佩羅編劇，主演陣容包括威爾·法洛、傑米·福克斯、威爾·佛提、艾拉·費雪、藍道爾·朴、喬許·蓋德、哈維·吉恩、羅伯·里戈爾、布雷特·吉尔曼、傑米·德梅特里尤和索菲娅·维加拉。劇情講述一隻被吸毒主人遺棄的狗與其他流浪狗合作，打算向自私的主人展開報復。
《復仇狗聯盟》2023年8月18日由環球影業安排在美國院線上映，本片也是少數被歸類為R級喜劇的狗題材電影。電影獲得混合評價，演員的配音表現獲得好評，但是評論家普遍對電影裡呈現虐待動物與情緒勒索的議題看法不一，同時批評情節膚淺，還有過火的粗話與低俗內容。

## 故事概要
雷吉是隻個性天真且活潑樂觀的雄性邊境㹴，原本跟著染有毒癮且排斥動物的飼主道格共同生活，道格不但為人自私自利，收留雷吉也僅是為了報復與他分手的前任女友，甚至總是對深愛著他且試圖讓開心的雷吉展現出不耐與煩惱的態度。直至某天道格試圖趕走雷吉、被雷吉意外損毀道格的煙管，道格開始數度嘗試著將雷吉拋棄，準備任其自生自滅，但是雷吉總是會返回道格的身邊，道格最終將雷吉遺棄在附近的一座城市，便揚長而去。
雷吉流落街頭四處遊蕩期間，結識了滿口粗話的雄性波士頓㹴巴格、聰慧的雌性澳洲牧羊犬瑪姬、個性焦慮的雄性大丹犬亨特，與牠們互動期間，雷吉逐漸意識到自己其實是被道格虐待的事實，決定要讓道格失去他的生殖器，以報復道格長期虐待牠的行為，還和陪伴著牠尋求協助的巴格、瑪姬、亨特建立深厚的交情。雖然雷吉仍抱持著返家的想法，但礙於對環境不熟，牠所知道的醒目路標僅有一個「沒有倉鼠的滾輪」（縣市的摩天輪）、一個「巨大的錐體」（一座小山）和「一個漂浮在天空中的魔鬼」（一個附有郵遞員照片的廣告牌）。
在旅途中，這群狗開始陷入了一些瘋狂的境地，牠們數度做出超越尺度的越矩行動，最終他們因誤食蘑菇產生幻覺與興奮效應，攻擊一群兔子，被動物管制官逮住關在收容所裡，雷吉一夥被囚禁在收容所期間，巴格吐露了牠成為流浪狗以前的經歷：原本牠被一個育有女兒的家庭所飼養，直至某天巴格因為咬了飼主家庭的女兒，被飼主家庭拋棄，巴格被迫逃離這個家庭（儘管他不明白自己做錯了什麼），成為無家可歸的流浪狗。當牠們費了一番功夫逃離收容所後，雷吉因道格虐待而養成的負面思維行動再次出現，道格在高處的幻覺使雷吉相信，自己會遭受道格虐待某種程度上是自己的問題。
雷吉選擇獨自行動，離開了巴格、瑪姬、亨特，經過一段旅途跋涉，返回道格的身邊。此時的道格已經徹底對雷吉失去耐性，不但對雷吉惡言相向，甚至準備對其痛下殺手，千鈞一髮之際，巴格、瑪姬、亨特及時趕來救了雷吉和阻止道格的暴力行動，雷吉至此認清道格的惡劣心性，最終透過夥伴們的幫助，成功地弄斷了道格的生殖器。事件落幕後，雷吉和夥伴們各有發展，瑪姬被警方收容，開始進行成為警犬的訓練，還和亨特成為情侶；巴格被牠在旅途期間營救的女童子軍收養；至於雷吉則開始幫助其他流浪狗。
片尾彩蛋中，顯示道格被送進醫院接受治療，道格遭受嚴重的燒傷，體內也被驗出許多糞便細菌，醫生更宣布道格被弄斷的生殖器再也無法接回，讓道格陷入絕望之中。

## 演員
- 威爾·法洛聲演雷吉（Reggie）[5]：本作主角，天真樂觀的邊境㹴。
- 傑米·福克斯聲演巴格（Bug）[5]：波士頓㹴，經常滿口粗話。
- 威爾·佛提飾演道格（Doug）[5]：雷吉的原主人，染有毒癮且個性惡劣。
- 艾拉·費雪聲演瑪姬（Maggie）[6]：澳洲牧羊犬，天性聰明且擁有敏銳嗅覺。因為原飼主另外收留一條小狗受到冷落。
- 藍道爾·朴聲演亨特（Hunter）[7]：原治療犬，患有焦慮症的大丹犬。
- 喬許·蓋德[8]飾演葛斯（Gus）：
- 索菲娅·维加拉[8]聲演黛莉亞（Deliliah）
- 哈維·吉恩（英语：Harvey Guillén）[8]飾演屎污（Shitstain）
- 羅伯·里戈爾[8]聲演羅爾夫（Rolf）
- 布雷特·吉尔曼[8]飾演威利（Willy）
- 傑米·德梅特里尤（英语：Jamie Demetriou）[8]聲演切斯特（Chester）
- 丹尼斯·奎德飾演他自己

## 製作
2019年8月，菲爾·洛德與克里斯多福·米勒與環球影業簽署了優先認購權合約。2021年5月，環球影業獲得了丹·佩羅編劇、關於狗的成人喜劇片《復仇狗聯盟》版權，洛德與米勒以及艾瑞克·費格、路易斯·賴托瑞共同擔任監製。該片由Picturestart和兔子洞製片公司（Rabbit Hole Productions）聯合製作。《復仇狗聯盟》2021年9月在喬治亞州亞特蘭大展開主要拍攝。拍攝於2021年12月宣告殺青。

## 發行
《復仇狗聯盟》原定2023年6月9日在美國上映，之後延期至2023年8月18日。
台灣家庭媒體方面，《復仇狗聯盟》於2024年6月29日上架於串流平台HBO GO。

## 外部連結
- 官方网站
- 互联网电影数据库（IMDb）上《復仇狗聯盟》的资料（英文）